# Baptisterium van de orthodoxen

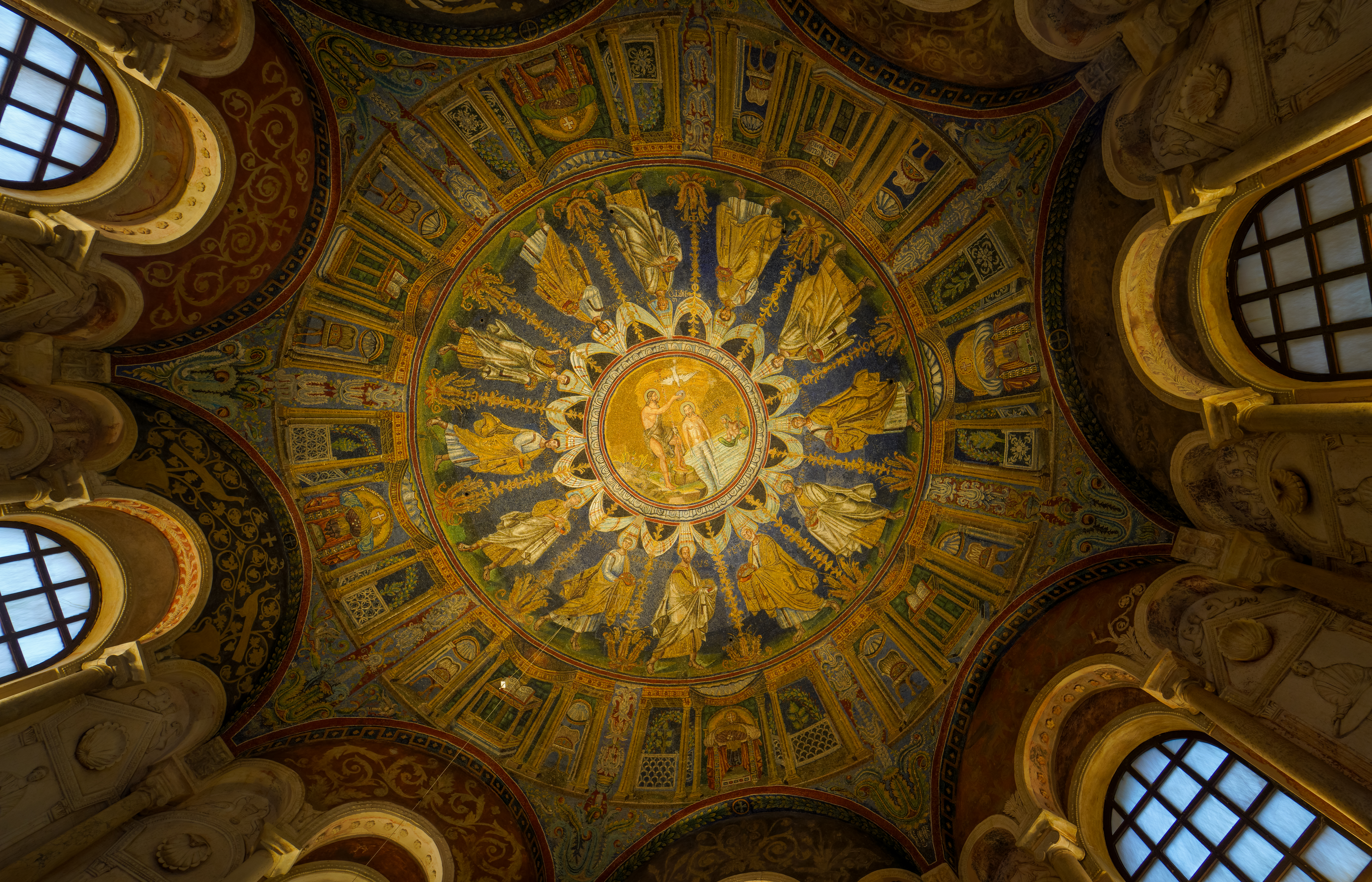
Plafond van het baptisterium

Het Baptisterium van de orthodoxen of het Baptisterium van Neon (Italiaans: Battistero Neoniano) in Ravenna, Italië is een achthoekig baptisterium uit circa 458. 'Orthodox' betekende in die tijd 'niet-ariaans', omdat de arianen als ketters beschouwd werden.
Bisschop Orso (Italiaans voor beer) gaf opdracht tot de bouw als onderdeel van een grote basilica. Tijdens het bewind van zijn opvolger Neon werd het voltooid. De basilica is in 1734 verloren gegaan, maar het losstaande baptisterium niet. Na de dood van Orso in 412 werd het bouwwerk voltooid onder leiding van bisschop Neon. Hij was ook verantwoordelijk voor de mozaïeken in het plafond. Het achthoekige ontwerp heeft een symbolische betekenis: het stelt de zeven dagen van de week voor plus de dag des oordeels. De meeste baptisteria uit die tijd hadden een achthoekig ontwerp.
Het mozaïek in het plafond stelt Johannes de Doper voor die Jezus doopt. Daaromheen bevinden zich de twaalf apostelen.
Dit gebouw staat, samen met zeven andere monumenten uit die periode, sinds 1996 op de Werelderfgoedlijst van UNESCO.